# Defence of insanity
Als defence of insanity (engl. ‚Einrede der geistig-seelischen Störung‘) bezeichnet man im Strafrecht von England und Wales eine defence (Verteidigungseinrede). Der defendant plädiert hierbei, er habe im Zeitpunkt der Tat einer geistig-seelischen Störung unterlegen. Die Voraussetzungen hierfür bemessen sich nach dem Fall M’Naghten’s case [1843] UKHL J16. Nach den M'Naghten rules gilt:

“and that to establish a defence on the ground of insanity, it must be clearly proved that at the time of commiting the act the party accused was labouring under such a defect of reason, from disease of the mind, as not to know the nature and quality of the act he was doing, or as not to know that what he was doing was wrong.”

„damit die Einrede der Irrheit verteidigend wirkt, muss eindeutig bewiesen sein, dass der Beschuldigte im Zeitpunkt der angeklagten Handlung unter einer solche Störung des Verstandes, unter einer solchen Geistesstörung litt, dass er Natur und Art der vollzogenen Handlung oder dessen Unrecht nicht zu erkennen vermochte.“

Die defence muss vom Beschuldigten mit hinreichender Wahrscheinlichkeit bewiesen werden. Akzeptiert das Gericht sie, führt sie einem „not guilty by reason of insanity“ („unschuldig wegen Wahnsinns“). Lange Zeit war dessen zwingende Folge die Einweisung in die Psychiatrie. Da er auch heute noch als sozial stigmatisierend gilt, wird äußerst selten auf insanity plädiert.